# Grammy Award de la meilleure prestation rock
 (mai 2025).
Si vous disposez d'ouvrages ou d'articles de référence ou si vous connaissez des sites web de qualité traitant du thème abordé ici, merci de compléter l'article en donnant les références utiles à sa vérifiabilité et en les liant à la section « Notes et références ».
Le Grammy Award de la meilleure prestation rock (Grammy Award for Best Rock Performance) est un prix présenté aux Grammy Awards depuis 2012 à des artistes pour des œuvres contenant des performances vocales et/ou instrumentales de qualité dans le genre de la musique rock.
Cette récompense est issue de la fusion des Grammy Awards de la meilleure prestation vocale rock par un groupe ou un duo, de la meilleure prestation vocale rock en solo et de la meilleure prestation rock instrumentale.

## Lauréats
Liste des lauréats.
- 2012 : Foo Fighters pour Walk
- 2013 : The Black Keys pour Lonely Boy
- 2014 : Imagine Dragons pour Radioactive
- 2015 : Jack White pour Lazaretto
- 2016 : Alabama Shakes pour Don't Wanna Fight
- 2017 : David Bowie pour Blackstar
- 2018 : Leonard Cohen pour You Want It Darker
- 2019 : Chris Cornell pour When Bad Does Good
- 2020 : Gary Clark, Jr. pour This Land
- 2021 : Fiona Apple pour Shameika
- 2022 : Foo Fighters pour Making a Fire
- 2023 : Brandi Carlile pour Broken Horses
- 2024 : Boygenius pour Not Strong Enough
- 2025 : The Beatles pour Now and Then